# موج ۹
موج ۹ یا موج نهم (انگلیسی: The Wave Of9) یازدهمین آلبوم چندآهنگه از گروه پسرانۀ اهل کره جنوبی اس‌اف۹ است که در ۱۳ ژوئیۀ ۲۰۲۲ توسط اف‌ان‌سی منتشر شد. این آلبوم از شش قطعه، از جمله «Scream» تشکیل شده است.

## موفقیت تجاری
آلبوم در جدول گائون کره در رتبه پنجم  قرار گرفت. همچنین فروش آن در کره ۱۷۹,۷۷۹ بود.